# Mostek (kraj pardubicki)
Mostek – miejscowość i gmina (obec) w Czechach, w kraju pardubickim, w powiecie Uście nad Orlicą. W 2022 roku liczyła 262 mieszkańców.